# Vincenzo Riccio (calciatore)
Vincenzo Riccio (Brusciano, 10 gennaio 1974) è un allenatore di calcio ed ex calciatore italiano, di ruolo centrocampista, tecnico in seconda dell'Avellino.

## Carriera

### Giocatore
Nato e cresciuto nell'entroterra napoletano inizia la sua trafila nell'US San Nicola di Castello di Cisterna.
Ha disputato 9 campionati di Serie B con le maglie di Fidelis Andria, Cosenza, Pistoiese e Siena.
Con il Cosenza, in sei stagioni totalizza 149 presenze di campionato e due reti, e conquista una promozione in Serie B nella stagione 1997-1998, sotto la guida di Giuliano Sonzogni. Segna un gol in sforbiciata allo Stadio Olimpico di Roma contro la Lazio in Coppa Italia, nell'estate del '98 (gara che venne rimontata e vinta dai capitolini per 2-1). Pochi giorni prima era stato autore di una rete realizzata al San Paolo contro il Napoli di Renzo Ulivieri, dove il Cosenza (neopromosso), alla prima giornata di Serie B, vinse 2-1.
Nella stagione 2000-2001 si trasferisce alla Pistoiese in Serie B dove termina il campionato con la salvezza. Resta in maglia arancione anche l'anno successivo che si conclude con una retrocessione in Serie C1.
Nel 2002 continua a giocare tra i cadetti vestendo la maglia del Siena allenato da Giuseppe Papadopulo giocando con Taddei e Tiribocchi e collezionando 30 presenze ed 1 gol. Al termine della stagione ottiene una storica promozione in Serie A (prima in assoluto dei toscani), categoria per il quale non viene confermato. Prosegue la propria carriera in Serie C1 indossando le maglie di Benevento, prima, e Avellino poi.
Con gli irpini raggiunge la promozione in Serie B nella stagione 2006-2007, e anche in questo caso non è stato confermato nella categoria superiore.
Nell'estate del 2007 passa alla Cavese in Serie C1, con cui gioca due campionati. Nella prima stagione colleziona 21 presenze in campionato segnando un gol decisivo contro la Pro Patria nella partita di ritorno giocata a Cava dei Tirreni e vinta per 2-1, con un pallonetto. Nella seconda stagione, non scende mai in campo, con la squadra che in campionato sfiora la qualificazione ai play-off.
A luglio del 2009 si accasa alla Forza e Coraggio, formazione campana neopromossa in Serie D con cui segna un gol in 29 partite di campionato.
Il 28 luglio 2011 viene messo sotto contratto dal Torrecuso, squadra militante nell'Eccellenza campana.
Il 17 settembre 2012 risale di una categoria, in Serie D, ingaggiato dal Potenza. A gennaio 2013 ritorna alla Forza & Coraggio.
Conta 389 presenze di campionato tra i tornei professionistici disputati e 8 gol all'attivo, di cui 258 presenze e 6 reti in Serie B.

### Allenatore
Nel luglio del 2024, Riccio ha ufficialmente iniziato la propria carriera da allenatore, venendo nominato tecnico in seconda (vice di Raffaele Biancolino), della formazione Primavera dell'Avellino.
Dal momento in cui Biancolino si siede sulla panchina della prima squadra, dopo l'esonero di Michele Pazienza, Riccio diviene un suo collaboratore tecnico, e successivamente allenatore in seconda.

## Palmarès

### Club

#### Competizioni nazionali
- Campionato italiano di Serie B: 1

Siena: 2002-2003
- Serie C1: 2

Cosenza: 1997-1998 Avellino: 2006-07